# Ільницький Віктор Вікторович
Ільницький Віктор Вікторович (19 серпня 1971, Ірпінь, Україна — 21 грудня 2023, Луганська область, Україна) — український військовослужбовець батальйону Гроза бригади Буревій, учасник російсько-української війни.